# Gaiana
Gaiana (em armênio/arménio:  Գայիանէ, em grego clássico: Γαϊανὴ; século III, Roma, Império Romano - 301 ou 304, Valarsapate, Airarate, Grande Armênia) foi uma virgem "romana" martirizada com as suas companheiras em 301 na Armênia. Juntamente com Gregório, o Iluminador, e Ripsima, Gaiana é um dos três santos mais representativos da Igreja Apostólica Armênia.